# セルセーダ

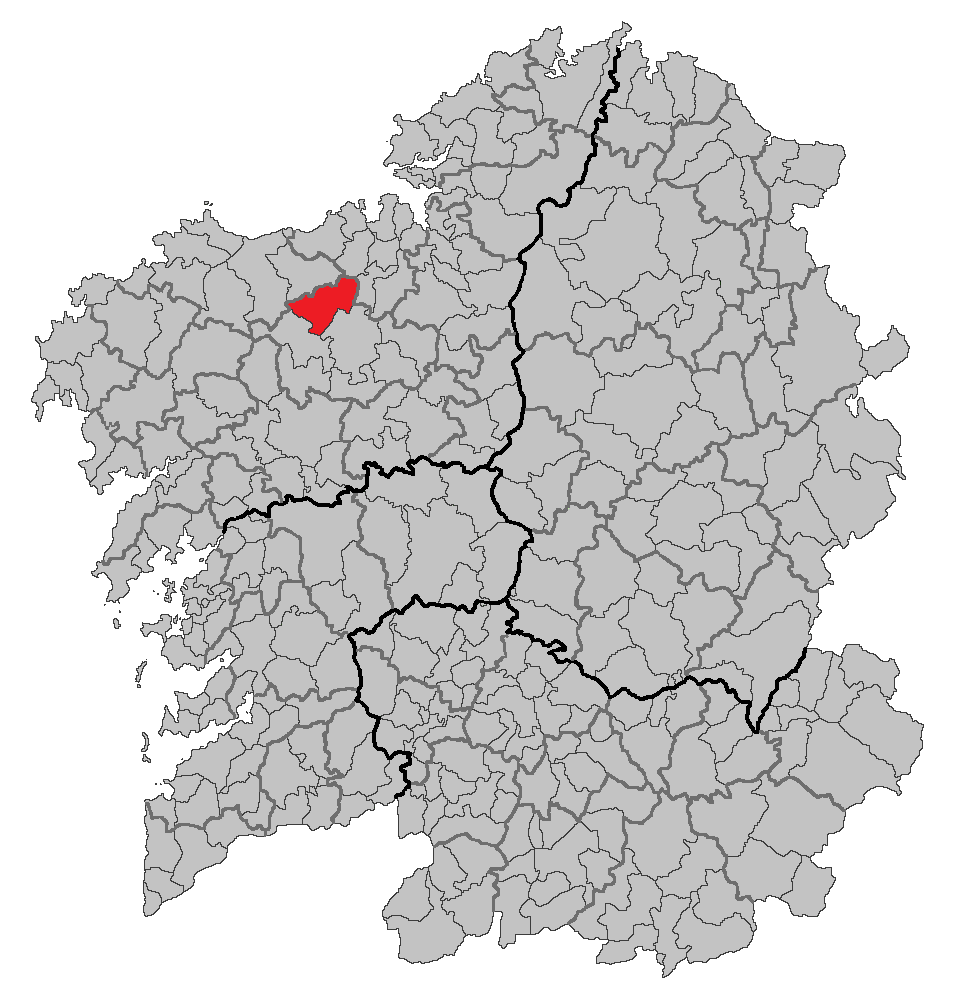

セルセーダ（Cerceda）は、スペイン、ガリシア州、ア・コルーニャ県の自治体、コマルカ・デ・オルデスに属する。ガリシア統計局によると、2011年の人口は5,392人（2009年：5,570人、2006年:5,483人、2005年:5,500人、2004年:5,499人、2003年:5,471人）である。住民呼称は、男女同形のcercedense。
ガリシア語話者の自治体住民に占める割合は99.47％（2001年）。 

## 地理
セルセーダはア・コルーニャ県の北部に位置し、コマルカ・デ・オルデスに属している。北はクジェレードとア・ララーチャと、東はカラルとオルデスと、南はトルドイアと、西はカルバージョの各自治体と隣接している。
セルセーダはア・コルーニャ司法管轄区に属す。

### 人口
住民は6の教区の47の地区（集落）に居住する。
| セルセーダの人口推移 1900－2010                         |
|                                                         |
| 出典:INE（スペイン国立統計局）1900年 - 1991年、1996年 - |

## 史跡
自治体内には2つのカストロが残されている：コト・デ・ギチャール・カストロ（エンクローバス教区）、セルセーダ・カストロ。セルセーダ・カストロでは黄金製の首飾りが発見されており、現在ルーゴ県立博物館に所蔵されている。

## 政治
自治体首長はガリシア社会党（PSdeG-PSOE）のホセ・ガルシーア・リニャーレス（José García Liñares）で、自治体評議員はガリシア社会党：7、ガリシア国民党（PPdeG）：5、ガリシア民族主義ブロック（BNG）：1となっている（2011年5月22日の自治体選挙結果、得票順）。
| 1999年6月13日自治体選挙 |        |        |          |
| 政党                    | 得票数 | 得票率 | 獲得議席 |
| PSdeG-PSOE              | 2,564  | 55.73% | 8        |
| PPdeG                   | 1,290  | 28.04% | 4        |
| PINCE                   | 436    | 9.48%  | 1        |
| BNG                     | 279    | 6.06%  | 0        |

| 2003年5月25日自治体選挙 |        |        |          |
| 政党                    | 得票数 | 得票率 | 獲得議席 |
| PSdeG-PSOE              | 2,942  | 65.52% | 9        |
| PPdeG                   | 844    | 18.80% | 2        |
| BNG                     | 371    | 8.26%  | 1        |
| CDI                     | 299    | 6.66%  | 1        |

| 2007年5月27日自治体選挙 |        |        |          |
| 政党                    | 得票数 | 得票率 | 獲得議席 |
| PSdeG-PSOE              | 2,890  | 68.50% | 9        |
| BNG                     | 954    | 22.61% | 3        |
| PPdeG                   | 321    | 7.61%  | 1        |

| 2011年5月22日自治体選挙 |        |        |          |
| 政党                    | 得票数 | 得票率 | 獲得議席 |
| PSdeG-PSOE              | 1,886  | 47.20% | 7        |
| PPdeG                   | 1,434  | 35.89% | 5        |
| BNG                     | 526    | 13.16% | 1        |
| TEGA                    | 108    | 2.70%  | 0        |

## 教区
セルセーダは6の教区に分けられている。太字は自治体の中心のある教区。
- セルセーダ（サン・マルティーニョ）
- アス・エンクローバス（サン・ロマン）
- メイラーマ（サント・アンドレ）
- ケイシャス（サンタ・マリーア）
- ロディス（サン・マルティーニョ）
- シェステーダ（サンタ・コンバ）